# Frank Chapman
Frank Michler Chapman (12 de junio de 1864 – 15 de noviembre de 1945) fue un naturalista, ornitólogo y banquero estadounidense.
Chapman nació en West Englewood, Nueva Jersey y estudió en la Academia Englewood. En 1888 se unió al American Museum of Natural History como asistente de Joel Asaph Allen. En 1901 fue nombrado conservador asociado de Mamíferos y Aves y en 1908 Conservador de Aves.
Chapman tuvo la idea del Christmas Bird Count.

## Obras
- 1894 - Visitors' guide to the local collection of birds in the American Museum of Natural History, New York City : with an annotated list of the birds known to occur within fifty miles of New York City
- 1895 – Handbook of Birds of Eastern North America en línea Internet Archive
- 1897 - Bird-life : a guide to the study of our common birds, D. Appleton & Co.
- 1898 – Bird-Life: A Guide to the Study of Our Common Birds
- 1899 - Descriptions of five apparently new birds from Venezuela. Bull. of the American Museum of Natural History 12 ( 9): 153-156
- 1900 – Bird Studies with a Camera en línea Internet Archive
- 1901 - The revision of the genus Capromys
- 1903 – Color Key to North American Birds
- 1903 – The Economic Value of Birds to the State
- 1907 – Warblers of North America
- 1908 – Camps and Cruises of an Ornithologist
- 1910 – The Birds of the Vicinity of New York City: A guide to the Local Collection
- 1915 – The Travels of Birds
- 1917 – The Distribution of Bird-life in Colombia
- 1919 – Our Winter Birds
- 1921 – The Habit Groups of North American Birds
- 1921 – The Distribution of Bird Life in the Urubamba Valley of Peru. A report of the birds collected by the Yale University - National Geographic Society's expedition
- 1926 – The Distribution of Bird-life in Ecuador
- 1929 – My Tropical Air Castle
- 1931 – The Upper Zonal Bird-Life of Mts Roraima and Duida
- 1933 – Autobiography of a Bird-Lover. Ed. Appleton-Century, 420 pp.
- 1934 – What Bird is That?
- 1938 – Life in an Air Castle: Nature Studies in the Tropics
- 1968 - The warblers of North America. 3.ª ed. reimpresa de Dover Public. 307 pp.
- 2009 - Color Key to North American Birds, BiblioBazaar, ISBN 978-1110346608
- 2009 - Handbook of birds of eastern North America, General Books LLC, ISBN 978-1458832641
- 2009 - Further Notes On Trinidad Birds: With A Description Of A New Species Of Synallaxis, Kessinger Publ. LLC, ISBN 978-1120285027
- 2009 - Our winter birds, General Books LLC, ISBN 978-0217527088
- 2009 - The Economic Value Of Birds To The State, Kessinger Publishing, LLC, ISBN 978-1120191199
- 2009 - Description Of Two New Races Of Mammals From Florida, Kessinger Publishing, LLC, ISBN 978-1120187901
- 2009 - Bird Studies With a Camera: With Introductory Chapters on the Outfit and Methods of the Bird Photographer, Cornell University Library, ISBN 978-1112332708

## Abreviatura (zoología)
La abreviatura Chapman  se emplea para indicar a Frank Chapman como autoridad en la descripción y taxonomía en zoología.

- La abreviatura «F.Chapm.» se emplea para indicar a Frank Chapman como autoridad en la descripción y clasificación científica de los vegetales.[2]